# Antonio Junqueira de Azevedo
Antonio Junqueira de Azevedo (São Paulo, 23 de julho de 1939 - São Paulo, 10 de novembro de 2009) foi professor da Faculdade de Direito da USP, onde se formou em 1962, ocupando o cargo de diretor desta entre 1990 e 1994, e também fundador da Faculdade de Direito da USP de Ribeirão Preto, sendo o primeiro diretor desta, logo após sua criação em 2007. Em seu testamento, legou 12 mil livros de sua biblioteca particular para a Faculdade de Direito da USP  de Ribeirão Preto. Durante seu período à frente da USP, iniciou-se a expansão da universidade para o interior do estado.  É descendente da tradicional família Junqueira, tendo como ancestral o Barão de Alfenas. Teve atuação acadêmica marcante no estudo do negócio jurídico, no princípio da boa-fé objetiva e demais princípios contratuais, especialmente em relação à chamada "teoria da causa". Foi um dos atualizadores da última edição da obra "Contratos", do falecido professor Orlando Gomes. Em seus últimos escritos, aulas e conferências, procedeu a uma crítica sistemática do Direito Civil-Constitucional e dos excessos da chamada "constitucionalização do Direito Civil" e do "neopositivismo constitucional".
Foi membro  de importantes associações científicas e literárias como a Associação Henri Capitant de Juristas Amigos da Cultura Francesa,   Associação dos Advogados de São Paulo, o Instituto dos Advogados de São Paulo e da Academia Paulista de Direito, ocupando a Cadeira n. 41, cujo patrono é José Bonifácio, "O Moço.
Faleceu no dia 10 de novembro de 2009, na capital paulista, aos 70 anos.
O Centro Acadêmico da Faculdade de Direito de Ribeirão Preto da Universidade de São Paulo recebeu o nome de "Centro Acadêmico Antônio Junqueira de Azevedo".  Antonio Junqueira de Azevedo orientou na pós-graduação vários professores que hoje integram os quadros do Departamento de Direito Civil da Faculdade de Direito da USP, como João Alberto Schutzer del Nero, Marco Fabio Morsello, Cristiano de Sousa Zanetti, Francisco Paulo de Crescenzo Marino e Otavio Luiz Rodrigues Junior.

## Principais obras publicadas
Azevedo, Antônio Junqueira de. Negócio jurídico: existência, validade e eficácia. 4. ed., atual. 7. tiragem.São Paulo: Saraiva, 2010.
Azevedo, Antonio Junqueira de. Novos estudos e pareceres de direito privado.São Paulo: Saraiva, 2009.
Azevedo, Antonio Junqueira de. Por uma nova categoria de dano na responsabilidade civil : o dano social. Revista trimestral de direito civil : RTDC, v. 5, n. 19, p. 211-218, jul./set. 2004.
Azevedo, Antonio Junqueira de. Estudos e pareceres de direito privado.São Paulo: Saraiva, 2004.
Azevedo, Antônio Junqueira de. Insuficiências, deficiências e desatualização do projeto de código civil na questão da boa-fé objetiva nos contratos.
Revista dos Tribunais, São Paulo, v. 89, n. 775, p. 11-17, maio 2000.
Azevedo, Antonio Junqueira de.  O direito, ontem e hoje. Crítica ao neopositivismo constitucional e insuficiência dos direitos humanos. Revista da Faculdade de Direito da Universidade de São Paulo. v. 102, p.579-590, 2007. Disponível em:  http://www.revistas.usp.br/rfdusp/article/view/67770/70378